# شهرستان دانیلوفسکی (استان ولگوگراد)
شهرستان دانیلوفسکی (به لاتین: Danilovsky District) یک شهرستان در روسیه است که در استان ولگوگراد واقع شده‌است.